# Eleições legislativas de 2011 no Funchal

## Resultados Oficiais
| Partido                 | Partido                               | Votos   | %               | +/-   |
| ----------------------- | ------------------------------------- | ------- | --------------- | ----- |
|                         | Partido Social Democrata              | 26 177  | 44,14 / 100,00  | 0,46  |
|                         | CDS – Partido Popular                 | 9 146   | 15,42 / 100,00  | 4,46  |
|                         | Partido Socialista                    | 9 134   | 15,40 / 100,00  | 5,09  |
|                         | Coligação Democrática Unitária        | 3 132   | 5,28 / 100,00   | 0,55  |
|                         | Bloco de Esquerda                     | 2 841   | 4,79 / 100,00   | 2,54  |
|                         | Partido da Nova Democracia            | 2 039   | 3,44 / 100,00   | 0,97  |
|                         | Partido Trabalhista Português         | 1 211   | 2,04 / 100,00   | -     |
|                         | Partido pelos Animais e pela Natureza | 1 210   | 2,04 / 100,00   | Novo  |
|                         | PCTP/MRPP                             | 958     | 1,62 / 100,00   | 0,28  |
|                         | Partido da Terra                      | 923     | 1,56 / 100,00   | 0,21  |
|                         | Outros                                | 647     | 1,09 / 100,00   |       |
| Votos Inválidos         | Votos Inválidos                       | 1 888   | 3,19 / 100,00   | 0,54  |
| Total                   | Total                                 | 59 306  | 100,00 / 100,00 |       |
| Eleitorado/Participação | Eleitorado/Participação               | 106 431 | 55,72 / 100,00  | 0,58  |
| Fonte                   | Fonte                                 | [ 1 ]   | [ 1 ]           | [ 1 ] |

## Resultados por Freguesia
Os resultados seguintes referem-se aos partidos que obtiveram mais de 1,00% dos votos:
| Freguesia                  | %     | %     | %     | %    | %    | %    | %    | %    | %    | %    | Votantes |
| Freguesia                  | PSD   | CDS   | PS    | CDU  | BE   | PND  | PTP  | PAN  | PCTP | MPT  | Votantes |
| -------------------------- | ----- | ----- | ----- | ---- | ---- | ---- | ---- | ---- | ---- | ---- | -------- |
| Imaculado Coração de Maria | 44,89 | 16,87 | 15,37 | 4,54 | 4,37 | 3,97 | 1,81 | 2,01 | 1,47 | 1,38 | 3 480    |
| Monte                      | 44,74 | 13,20 | 13,90 | 5,80 | 4,67 | 4,05 | 2,02 | 2,51 | 1,94 | 2,27 | 3 704    |
| Santa Luzia                | 45,57 | 17,09 | 16,75 | 3,81 | 4,60 | 3,41 | 1,49 | 1,71 | 1,04 | 1,13 | 3 283    |
| Santa Maria Maior          | 43,55 | 15,61 | 16,31 | 4,17 | 5,20 | 3,51 | 2,32 | 2,03 | 1,14 | 1,64 | 7 731    |
| Santo António              | 42,65 | 13,95 | 15,25 | 7,49 | 4,63 | 3,01 | 2,13 | 2,22 | 2,06 | 1,57 | 13 774   |
| São Gonçalo                | 42,33 | 14,06 | 17,03 | 5,32 | 5,41 | 3,18 | 2,64 | 2,13 | 1,77 | 1,80 | 3 329    |
| São Martinho               | 45,06 | 16,85 | 14,35 | 4,12 | 5,09 | 3,84 | 2,01 | 1,84 | 1,44 | 1,47 | 13 336   |
| São Pedro                  | 44,07 | 16,24 | 17,07 | 5,20 | 4,74 | 3,14 | 1,72 | 1,95 | 1,19 | 0,89 | 3 946    |
| São Roque                  | 45,01 | 13,44 | 15,72 | 5,70 | 4,31 | 3,07 | 2,09 | 2,15 | 2,15 | 2,20 | 5 312    |
| Sé                         | 47,70 | 21,97 | 13,04 | 3,26 | 3,54 | 3,47 | 1,20 | 1,49 | 1,20 | 0,21 | 1 411    |
| Funchal                    | 44,14 | 15,42 | 15,40 | 5,28 | 4,79 | 3,44 | 2,04 | 2,04 | 1,62 | 1,56 | 59 306   |

#### Imaculado Coração de Maria
| Partido                 | Partido                               | Votos | %               | +/-  |
| ----------------------- | ------------------------------------- | ----- | --------------- | ---- |
|                         | Partido Social Democrata              | 1 562 | 44,89 / 100,00  | 1,77 |
|                         | CDS – Partido Popular                 | 587   | 16,87 / 100,00  | 6,26 |
|                         | Partido Socialista                    | 535   | 15,37 / 100,00  | 5,57 |
|                         | Coligação Democrática Unitária        | 158   | 4,54 / 100,00   | 0,81 |
|                         | Bloco de Esquerda                     | 152   | 4,37 / 100,00   | 3,74 |
|                         | Partido da Nova Democracia            | 138   | 3,97 / 100,00   | 1,38 |
|                         | Partido pelos Animais e pela Natureza | 70    | 2,01 / 100,00   | Novo |
|                         | Partido Trabalhista Português         | 63    | 1,81 / 100,00   | -    |
|                         | PCTP/MRPP                             | 51    | 1,47 / 100,00   | 0,37 |
|                         | Partido da Terra                      | 48    | 1,38 / 100,00   | 0,37 |
|                         | Outros                                | 21    | 0,60 / 100,00   |      |
| Votos Inválidos         | Votos Inválidos                       | 95    | 2,73 / 100,00   | 0,36 |
| Total                   | Total                                 | 3 480 | 100,00 / 100,00 |      |
| Eleitorado/Participação | Eleitorado/Participação               | 6 436 | 54,07 / 100,00  | 0,81 |

#### Monte
| Partido                 | Partido                               | Votos | %               | +/-  |
| ----------------------- | ------------------------------------- | ----- | --------------- | ---- |
|                         | Partido Social Democrata              | 1 657 | 44,74 / 100,00  | 1,71 |
|                         | Partido Socialista                    | 515   | 13,90 / 100,00  | 5,35 |
|                         | CDS – Partido Popular                 | 489   | 13,20 / 100,00  | 1,40 |
|                         | Coligação Democrática Unitária        | 215   | 5,80 / 100,00   | 0,76 |
|                         | Bloco de Esquerda                     | 173   | 4,67 / 100,00   | 1,22 |
|                         | Partido da Nova Democracia            | 150   | 4,05 / 100,00   | 1,16 |
|                         | Partido pelos Animais e pela Natureza | 93    | 2,51 / 100,00   | Novo |
|                         | Partido da Terra                      | 84    | 2,27 / 100,00   | 0,41 |
|                         | Partido Trabalhista Português         | 75    | 2,02 / 100,00   | -    |
|                         | PCTP/MRPP                             | 72    | 1,94 / 100,00   | 0,35 |
|                         | Outros                                | 64    | 1,73 / 100,00   |      |
| Votos Inválidos         | Votos Inválidos                       | 117   | 3,16 / 100,00   | 0,66 |
| Total                   | Total                                 | 3 704 | 100,00 / 100,00 |      |
| Eleitorado/Participação | Eleitorado/Participação               | 6 611 | 56,03 / 100,00  | 0,45 |

#### Santa Luzia
| Partido                 | Partido                               | Votos | %               | +/-  |
| ----------------------- | ------------------------------------- | ----- | --------------- | ---- |
|                         | Partido Social Democrata              | 1 496 | 45,57 / 100,00  | 0,37 |
|                         | CDS – Partido Popular                 | 561   | 17,09 / 100,00  | 6,47 |
|                         | Partido Socialista                    | 550   | 16,75 / 100,00  | 5,40 |
|                         | Bloco de Esquerda                     | 151   | 4,60 / 100,00   | 2,66 |
|                         | Coligação Democrática Unitária        | 125   | 3,81 / 100,00   | 0,12 |
|                         | Partido da Nova Democracia            | 112   | 3,41 / 100,00   | 1,43 |
|                         | Partido pelos Animais e pela Natureza | 56    | 1,71 / 100,00   | Novo |
|                         | Partido Trabalhista Português         | 49    | 1,49 / 100,00   | -    |
|                         | Partido da Terra                      | 37    | 1,13 / 100,00   | 0,16 |
|                         | PCTP/MRPP                             | 34    | 1,04 / 100,00   | 0,10 |
|                         | Outros                                | 29    | 0,88 / 100,00   |      |
| Votos Inválidos         | Votos Inválidos                       | 83    | 2,52 / 100,00   | 0,46 |
| Total                   | Total                                 | 3 283 | 100,00 / 100,00 |      |
| Eleitorado/Participação | Eleitorado/Participação               | 5 945 | 55,22 / 100,00  | 1,08 |

#### Santa Maria Maior
| Partido                 | Partido                               | Votos  | %               | +/-  |
| ----------------------- | ------------------------------------- | ------ | --------------- | ---- |
|                         | Partido Social Democrata              | 3 367  | 43,55 / 100,00  | 0,67 |
|                         | Partido Socialista                    | 1 261  | 16,31 / 100,00  | 5,02 |
|                         | CDS – Partido Popular                 | 1 207  | 15,61 / 100,00  | 4,66 |
|                         | Bloco de Esquerda                     | 402    | 5,20 / 100,00   | 2,67 |
|                         | Coligação Democrática Unitária        | 322    | 4,17 / 100,00   | 0,65 |
|                         | Partido da Nova Democracia            | 271    | 3,51 / 100,00   | 1,22 |
|                         | Partido Trabalhista Português         | 179    | 2,32 / 100,00   | -    |
|                         | Partido pelos Animais e pela Natureza | 157    | 2,03 / 100,00   | Novo |
|                         | Partido da Terra                      | 127    | 1,64 / 100,00   | 0,07 |
|                         | PCTP/MRPP                             | 88     | 1,14 / 100,00   | 0,24 |
|                         | Outros                                | 91     | 1,18 / 100,00   |      |
| Votos Inválidos         | Votos Inválidos                       | 259    | 3,35 / 100,00   | 0,77 |
| Total                   | Total                                 | 7 731  | 100,00 / 100,00 |      |
| Eleitorado/Participação | Eleitorado/Participação               | 13 807 | 55,99 / 100,00  | 1,01 |

#### Santo António
| Partido                 | Partido                               | Votos  | %               | +/-  |
| ----------------------- | ------------------------------------- | ------ | --------------- | ---- |
|                         | Partido Social Democrata              | 5 874  | 42,65 / 100,00  | 1,09 |
|                         | Partido Socialista                    | 2 101  | 15,25 / 100,00  | 3,76 |
|                         | CDS – Partido Popular                 | 1 922  | 13,95 / 100,00  | 3,70 |
|                         | Coligação Democrática Unitária        | 1 032  | 7,49 / 100,00   | 0,54 |
|                         | Bloco de Esquerda                     | 638    | 4,63 / 100,00   | 1,99 |
|                         | Partido da Nova Democracia            | 414    | 3,01 / 100,00   | 1,06 |
|                         | Partido pelos Animais e pela Natureza | 306    | 2,22 / 100,00   | Novo |
|                         | Partido Trabalhista Português         | 293    | 2,13 / 100,00   | -    |
|                         | PCTP/MRPP                             | 284    | 2,06 / 100,00   | 0,32 |
|                         | Partido da Terra                      | 216    | 1,57 / 100,00   | 0,35 |
|                         | Outros                                | 161    | 1,17 / 100,00   |      |
| Votos Inválidos         | Votos Inválidos                       | 533    | 3,87 / 100,00   | 0,91 |
| Total                   | Total                                 | 13 774 | 100,00 / 100,00 |      |
| Eleitorado/Participação | Eleitorado/Participação               | 24 086 | 57,19 / 100,00  | 1,24 |

#### São Gonçalo
| Partido                 | Partido                               | Votos | %               | +/-  |
| ----------------------- | ------------------------------------- | ----- | --------------- | ---- |
|                         | Partido Social Democrata              | 1 409 | 42,33 / 100,00  | 0,58 |
|                         | Partido Socialista                    | 567   | 17,03 / 100,00  | 3,48 |
|                         | CDS – Partido Popular                 | 468   | 14,06 / 100,00  | 3,33 |
|                         | Bloco de Esquerda                     | 180   | 5,41 / 100,00   | 2,87 |
|                         | Coligação Democrática Unitária        | 177   | 5,32 / 100,00   | 0,13 |
|                         | Partido da Nova Democracia            | 106   | 3,18 / 100,00   | 1,21 |
|                         | Partido Trabalhista Português         | 88    | 2,64 / 100,00   | -    |
|                         | Partido pelos Animais e pela Natureza | 71    | 2,13 / 100,00   | Novo |
|                         | Partido da Terra                      | 60    | 1,80 / 100,00   | 0,26 |
|                         | PCTP/MRPP                             | 59    | 1,77 / 100,00   | 0,53 |
|                         | Outros                                | 36    | 1,08 / 100,00   |      |
| Votos Inválidos         | Votos Inválidos                       | 108   | 3,24 / 100,00   | 0,21 |
| Total                   | Total                                 | 3 329 | 100,00 / 100,00 |      |
| Eleitorado/Participação | Eleitorado/Participação               | 6 135 | 54,26 / 100,00  | 0,30 |

#### São Martinho
| Partido                 | Partido                               | Votos  | %               | +/-  |
| ----------------------- | ------------------------------------- | ------ | --------------- | ---- |
|                         | Partido Social Democrata              | 6 009  | 45,06 / 100,00  | 0,79 |
|                         | CDS – Partido Popular                 | 2 247  | 16,85 / 100,00  | 4,89 |
|                         | Partido Socialista                    | 1 914  | 14,35 / 100,00  | 6,21 |
|                         | Bloco de Esquerda                     | 679    | 5,09 / 100,00   | 2,54 |
|                         | Coligação Democrática Unitária        | 549    | 4,12 / 100,00   | 0,51 |
|                         | Partido da Nova Democracia            | 512    | 3,84 / 100,00   | 0,53 |
|                         | Partido Trabalhista Português         | 268    | 2,01 / 100,00   | -    |
|                         | Partido pelos Animais e pela Natureza | 196    | 1,84 / 100,00   | Novo |
|                         | Partido da Terra                      | 192    | 1,47 / 100,00   | 0,10 |
|                         | PCTP/MRPP                             | 192    | 1,44 / 100,00   | 0,33 |
|                         | Outros                                | 147    | 1,10 / 100,00   |      |
| Votos Inválidos         | Votos Inválidos                       | 378    | 2,83 / 100,00   | 0,36 |
| Total                   | Total                                 | 13 336 | 100,00 / 100,00 |      |
| Eleitorado/Participação | Eleitorado/Participação               | 23 998 | 55,57 / 100,00  | 0,31 |

#### São Pedro
| Partido                 | Partido                               | Votos | %               | +/-  |
| ----------------------- | ------------------------------------- | ----- | --------------- | ---- |
|                         | Partido Social Democrata              | 1 739 | 44,07 / 100,00  | 2,65 |
|                         | Partido Socialista                    | 672   | 17,03 / 100,00  | 6,01 |
|                         | CDS – Partido Popular                 | 641   | 16,24 / 100,00  | 5,53 |
|                         | Coligação Democrática Unitária        | 205   | 5,20 / 100,00   | 0,17 |
|                         | Bloco de Esquerda                     | 187   | 4,74 / 100,00   | 3,97 |
|                         | Partido da Nova Democracia            | 124   | 3,14 / 100,00   | 1,46 |
|                         | Partido pelos Animais e pela Natureza | 77    | 1,95 / 100,00   | Novo |
|                         | Partido Trabalhista Português         | 68    | 1,72 / 100,00   | -    |
|                         | PCTP/MRPP                             | 47    | 1,19 / 100,00   | 0,09 |
|                         | Outros                                | 66    | 1,68 / 100,00   |      |
| Votos Inválidos         | Votos Inválidos                       | 120   | 3,04 / 100,00   | 0,49 |
| Total                   | Total                                 | 3 946 | 100,00 / 100,00 |      |
| Eleitorado/Participação | Eleitorado/Participação               | 7 608 | 51,87 / 100,00  | 1,68 |

#### São Roque
| Partido                 | Partido                               | Votos | %               | +/-  |
| ----------------------- | ------------------------------------- | ----- | --------------- | ---- |
|                         | Partido Social Democrata              | 2 391 | 45,01 / 100,00  | 1,53 |
|                         | Partido Socialista                    | 835   | 15,72 / 100,00  | 4,57 |
|                         | CDS – Partido Popular                 | 714   | 13,44 / 100,00  | 3,54 |
|                         | Coligação Democrática Unitária        | 303   | 5,70 / 100,00   | 1,56 |
|                         | Bloco de Esquerda                     | 229   | 4,31 / 100,00   | 2,70 |
|                         | Partido da Nova Democracia            | 163   | 3,07 / 100,00   | 0,27 |
|                         | Partido da Terra                      | 117   | 2,20 / 100,00   | 0,19 |
|                         | PCTP/MRPP                             | 114   | 2,15 / 100,00   | 0,74 |
|                         | Partido pelos Animais e pela Natureza | 114   | 2,15 / 100,00   | Novo |
|                         | Partido Trabalhista Português         | 111   | 2,09 / 100,00   | -    |
|                         | Outros                                | 60    | 1,13 / 100,00   |      |
| Votos Inválidos         | Votos Inválidos                       | 161   | 3,03 / 100,00   | 0,01 |
| Total                   | Total                                 | 5 312 | 100,00 / 100,00 |      |
| Eleitorado/Participação | Eleitorado/Participação               | 8 877 | 59,84 / 100,00  | 0,33 |

#### Sé
| Partido                 | Partido                               | Votos | %               | +/-  |
| ----------------------- | ------------------------------------- | ----- | --------------- | ---- |
|                         | Partido Social Democrata              | 673   | 47,70 / 100,00  | 1,10 |
|                         | CDS – Partido Popular                 | 310   | 21,97 / 100,00  | 8,64 |
|                         | Partido Socialista                    | 184   | 13,04 / 100,00  | 8,08 |
|                         | Bloco de Esquerda                     | 50    | 3,54 / 100,00   | 1,78 |
|                         | Partido da Nova Democracia            | 49    | 3,47 / 100,00   | 0,61 |
|                         | Coligação Democrática Unitária        | 46    | 3,26 / 100,00   | 0,42 |
|                         | Partido pelos Animais e pela Natureza | 21    | 1,49 / 100,00   | Novo |
|                         | Partido Trabalhista Português         | 17    | 1,20 / 100,00   | -    |
|                         | PCTP/MRPP                             | 17    | 1,20 / 100,00   | 0,62 |
|                         | Outros                                | 10    | 0,70 / 100,00   |      |
| Votos Inválidos         | Votos Inválidos                       | 34    | 2,41 / 100,00   | 0,07 |
| Total                   | Total                                 | 1 411 | 100,00 / 100,00 |      |
| Eleitorado/Participação | Eleitorado/Participação               | 2 928 | 48,19 / 100,00  | 0,42 |